# Егоровский сельсовет (Тамбовская область)
Егоровский сельсовет — сельское поселение в Пичаевском районе Тамбовской области Российской Федерации.
Административный центр — село Заречье.

## История
Статус и границы сельского поселения установлены Законом Тамбовской области от 17 сентября 2004 года № 232-З «Об установлении границ и определении места нахождения представительных органов муниципальных образований в Тамбовской области».
В 2019 году административный центр перенесён из села Егоровка в село Заречье.

## Население
| 2010  | 2012  | 2013  | 2014  | 2015  | 2016  | 2017  |
| ----- | ----- | ----- | ----- | ----- | ----- | ----- |
| 1264  | ↘1223 | ↘1197 | ↘1172 | ↘1114 | ↘1098 | ↘1063 |
| 2018  | 2019  | 2020  | 2021  |       |       |       |
| ↘1021 | ↘997  | ↘985  | ↘938  |       |       |       |

## Состав сельского поселения
| № | Населённый пункт | Тип населённого пункта       | Население |
| - | ---------------- | ---------------------------- | --------- |
| 1 | Грачёвка         | посёлок                      | 1         |
| 2 | Григорьевка      | деревня                      | 34        |
| 3 | Егоровка         | село                         | ↘301      |
| 4 | Завьяловка       | посёлок                      | 1         |
| 5 | Заречье          | село, административный центр | ↘764      |
| 6 | Сергеево         | деревня                      | 25        |
| 7 | Солчино          | деревня                      | ↘88       |
| 8 | Тюнино           | деревня                      | 50        |